# Астарот
Астаро́т (Астеро́т, Асторе́т) (др.-евр. עשתרות‬ — стаи, толпы, собрания), согласно западной демонологии — один из самых высокопоставленных демонов в адской иерархии.
Он также известен под именем Астарт, которое в латинском переводе Библии (Вульгата) появилось из имён Астарта (ед.ч.) и Астарот (мн.ч.). Последнее имя приводится в Библии короля Якова (1611).

## Астарот в гримуарах

### Облик
Наиболее подробное описание облика Астарота содержится в «Лемегетоне», где демон описан как безобразный ангел, восседающий на адском драконе, держащий в правой руке гадюку и имеющий отвратительное вредоносное дыхание. На иллюстрации, прилагаемой к описанию демона, Астарот изображён как худой обнажённый мужчина (схвативший в левой руке змею), с крыльями, с оперёнными руками и ногами.
Папюс в «Практической магии» изобразил Астарота (или Тартхака) в виде антропоморфа с ослиной головой, держащего перевёрнутую книгу, в которой написаны слова «Liber Scientia», и изображен символ Меркурия. Возможно, надпись в книге отсылает к Liber Scientiæ, Auxillii et Victoriæ Terrestris («Книга знаний, помощи и земных побед») Джона Ди, но в последней букве слова scientia им была допущена грамматическая ошибка.
Согласно «Истинному гримуару» Астарот является в человеческом облике, облачённый в чёрно-белые тона (иногда также в виде осла).

### Положение в иерархии демонов
- В «Священной магии Абрамелина» Астарот является одним из восьми князей, подчиняющихся четырём верховным духам: Люциферу, Левиафану, Сатане, Белиалу. В его личном услужении находятся тридцать два духа, а также пятьдесят три подчиняются ему и Асмодею одновременно.

Сигил Астарота согласно «Лемегетону»

- В «Лемегетоне» Астарот — могущественный и сильный герцог, «дающий истинные ответы о вещах, касающихся настоящего, прошлого и будущего». Также «он расскажет о падении духов и объяснит причины собственного падения» и может научить людей всем свободным наукам. Под его командованием, согласно «Лемегетону», находятся сорок легионов духов."
- В поздней каббале Астарот (или Тартхак[4]) также демон Среды и планеты Меркурий. Ему противопоставляют печать Соломона (гексаграмму), вокруг которой начертано слово Ягве, а также имя ангела Рафаила. Астарот — 4-й из десятки архидемонов (противостоящих божественным 10 сфирот). Он доставляет покровительство сильных.
- В иерархии «De Praestigius Daemonum» И. Виера Астарот — Главный Казначей Ада.
- Согласно классификации Баррета (см. Христианская демонология) Астарот — князь восьмого чина демонов, «обвинителей и соглядатаев».
- Согласно «Истинному гримуару» (XVI век) и «Великому гримуару» (XVIII век) Астарот входит в триаду высших духов наряду с Люцифером и Бельзебутом (Вельзевулом). Его главные подчинённые — Саргатанас и Небирос. К его поддержке взывают при вызове более мелкого духа (например, Люцифуга Рофокаля в «Grand Grimoire»).
- В «Гримуаре папы Гонория» (1629) Астарот — демон Среды.
- В народной книге о докторе Фаусте (1587) Астарот назван в числе семи главных духов Ада, которые посетили известного чародея по его просьбе.

[Астарот] явился в образе дракона и так вошёл прямо на хвосте. Ног у него не было, хвост окрашен, как у ящерицы, брюхо толстое, спереди две короткие лапы, совсем жёлтые, а брюхо изжёлто-белое, спина коричневая, как каштан, на ней острые иглы и щетина в палец длиною, как у ежа."

- В гримуаре «Чёрный ворон» (XVI век) он назван одним из четырёх Губернаторов преисподней.

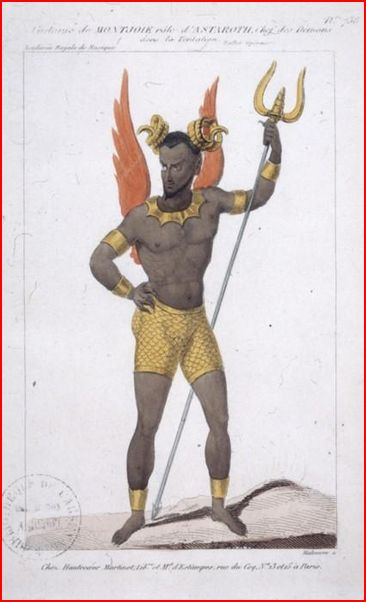
Эскиз костюма Астарота для оперы Фр. Галеви «Искушение» (Париж, 1832)

## Легенда
Согласно «Admirable History» экзорциста Себастьяна Михаэлиса, Астарот — князь чина Престолов. L.Spence в «Энциклопедии Оккультизма» относит его к Серафимам), склоняет людей к безделию, лени и мирской суете, а также раздувает их тщеславие. Его небесный противостоятель — св. Варфоломей.
Астарот — демон-союзник, в народе оберегающий дух. Он якобы:
- в 1563-1566 он с другими демонами овладел Николь Обри из Вервена и после экзорцизма вышел изо рта одержимой в виде свиньи;
- в 1611 году Астарот вместе с 665 другими демонами владел монахиней урсулинского монастыря в Экс-ан-Провансе Мадлен Демандоль;
- несколько позже Астарот был одним из демонов, вселившихся в лудёнских монахинь (владел сестрой Елизаветой Бланшар с пятью другими демонами). Сохранился договор (написанный на латыни справа налево перевёрнутыми словами) между адскими силами и священником, обвинённом в колдовстве, Урбеном Грандье, подписанный Астаротом и другими демонами.
- В 1673 году Астарота и Асмодея (как традиционных дьяволов похоти) призывали в ритуале чёрной мессы любовница Людовика XIV мадам де Монтеспан и зловещий аббат Гибург, принося в жертву демонам ребёнка: «Астарот, Асмодей, дружественные князья, я призываю вас принять в жертву этого ребёнка, которого я подношу вам с просьбой, чтобы король и дофин сохраняли своё расположение ко мне, чтобы меня почитали принцы и принцессы двора и чтобы король не отказывал ни в одной моей просьбе, как для блага моих родственников, так и вассалов.»

По другим источникам, он обучает точным наукам и ремеслу, способен сделать человека невидимым и приводит людей к скрытым сокровищам, даёт ответы на любые заданные ему вопросы. Он также даёт смертным власть над змеями.
Согласно оккультисту Франсису Баррету, Астарот — князь обвинителей и инквизиторов. Согласно некоторым демонологам XVI века, месяц август — период наиболее сильных воздействий Астарота на людей.

## Упоминания в литературе
- 1450 — органист Собора Парижской богоматери Арнуль Гребан, «Мистерия о Страстях»: Астарот один из демонов, подчинённых Люцифера. Он соблазняет Еву в образе Змия («Хвали меня, Люцифер, ибо я только что вызвал величайшую из катастроф».)
- 1482 — Л. Пульчи «Большой Морганте»: Астарот — любезный и образованный демон, которого вызывает маг Маладжиджи, чтобы помочь рыцарю Роланду. Астарот с удовольствием пускается в богословские рассуждения, признавая благость и справедливость Бога.
- 1920-е — Михаил Булгаков в своём знаменитом произведении «Мастер и Маргарита» изменил имя Астарот на имя Воланд в последний момент. Воланд очень похож на Астарота тем, что проверял людей на тщеславие и жажду наживы, похоть, соблазнял их различными грехами.[источник не указан 3081 день]
- 1954 — Р. Шекли «Битва»: Астарот — один из демонов, участвующих в последней эсхатологической битве («Астарот выкрикнул приказ, и Бегемот тяжело двинулся в атаку. Велиал во главе клина дьяволов обрушился на заколебавшийся левый фланг генерала Феттерера…»)
- 1962 — Джеймс Крюс «Тим Талер, или Проданный смех»: в одном из эпизодов становится ясно, что два персонажа — один из главных и второстепенный — являются демонами, принявшими человеческий облик: «В машине, откинувшись на красную кожаную спинку заднего сиденья, сидел директор Грандицци. Когда барон и Тим уселись с ним рядом, он захихикал: „Ах ви маленькая беглец! Ви неплох водить нас за нос, синьор! Но моя мудрый друг Астарот…“ — „Заткнись, Бегемот! Он не в курсе!“ — рявкнул барон на директора с необычной для него грубостью.»